# نیوکامرزتاون (اوهایو)
نیوکامرزتاون (به انگلیسی: Newcomerstown) یک روستا در ایالات متحده آمریکا است که در شهرستان توسکاراوس، اوهایو واقع شده‌است. نیوکامرزتاون ۷٫۶۱ کیلومتر مربع مساحت و ۳٬۸۲۲ نفر جمعیت دارد و ۲۴۷ متر بالاتر از سطح دریا واقع شده‌است.